# Taraxacum vulgare
Taraxacum vulgare là một loài thực vật có hoa trong họ Cúc. Loài này được (Lam.) Schrank miêu tả khoa học đầu tiên năm 1786.